# República d'Entre Ríos
La República d'Entre Ríos - República de Entre Ríos (castellà) o República Federal Entrerriana va ser un estat independent d'Amèrica del Sud que va existir entre els anys 1820 i 1821. Tenia una superfície aproximada de 166.980 km² i estava format per les actuals províncies argentines d'Entre Ríos i Corrientes. El país va ser fundat el 1820 pel cabdill General Francisco Ramírez, conegut com el cap suprem, i només en va tenir un any de vida.

## Bandera
Francisco Ramírez utilitzava la bandera d'Artigas (o sigui de la Lliga Federal); va morir el 10 de juliol de 1821, i el successor (des de 23 de setembre de 1821) Lucio Mansilla, va adoptar la bandera argentina amb l'escut provincial en virtut de llei aprovada el 12 de març de 1822 (al mateix temps que l'escut de forma oval de gules amb estel de plata a la part superior i atzur amb sol daurat a la inferior, i al mig dues mans entrellaçades separant els dos camps). Quan Mansilla va renunciar el 1824, sota León Sola es va tornar a la bandera de la Lliga Federal. Fins al 1832 la província no va adoptar bandera. El to del color blau era fosc, ja que els federals utilitzaven el blau fosc mentre els unitaris empraven el clar.